# Joe (película de 1970)
Joe es una película dramática de 1970 dirigida por John G. Avildsen y protagonizada por Peter Boyle, Dennis Patrick y Susan Sarandon.

## Sinopsis
Un ejecutivo de publicidad, Bill Compton, su mujer Joan y su hija Melissa forman una familia adinerada que vive en el Upper East Side de Nueva York. Melissa ha estado viviendo en el apartamento de su novio, un traficante de drogas. Después de que Melissa sufra una sobredosis y sea enviada al hospital, Compton acude al apartamento de su amante para recuperar sus prendas. Cuando se entera de la causa de la sobredosis de su hija, Compton asesina al amante en un ataque de ira.
Devastado, coge la bolsa de drogas del traficante, huye del apartamento y va a calmarse a un bar local. Allí, escucha al trabajador de una fábrica llamado Joe Curran, quien vocifera sobre cuánto odia a los hippies y diciendo varias veces: "Me encantaría matar a uno". Compton, no pudiendo contenerse, declara: "Yo lo acabo de hacer", tras lo que finge una sonrisa al darse cuenta de que acaba de hacer una confesión en público. En un primer momento, Joe da crédito a esa afirmación, pero luego se la toma a broma.
Al día siguiente, Joe ve en las noticias que un traficante fue asesinado no muy lejos del bar. Se da cuenta de que Compton no mentía. Joe, un hombre profundamente perturbado con una oculta tendencia hacia la violencia, pacta una reunión con Compton y ambos entablan una amistad muy extraña. Compton le cuenta a Joe la falsedad de sus amigos ricos, mientras que Joe le felicita por haber hecho lo que él no ha logrado: asesinar a un joven rebelde. Joe le lleva a conocer a sus amigos de cuello azul en una sala de bowling, y Compton, a su vez, lleva a Joe a un bar concurrido por ejecutivos de publicidad.
Tras una extraña cena a la que acuden ambos acompañados por sus respectivas esposas, Compton le dice a su esposa Joan, quien teme que Joe pueda engañarlo, que no debería preocuparse, ya que Joe se identifica con él porque se siente cómplice del homicidio.
Melissa, habiendo escapado del hospital y regresado a su hogar, oye a su padre confesar el asesinato. Al huir de la casa, le grita a su padre: "¿Qué vas a hacer, matarme también a mí?". Compton intenta retenerla, pero ella finalmente huye aterrada.
Desconociendo el paradero de Melissa, Joe y Compton emprenden su búsqueda. Durante esta, se encuentran con un grupo de hippies en un bar de los barrios bajos de Manhattan. Ambos les cuentan a los hippies que tienen drogas (las mismas que Compton había obtenido del fallecido amante de Melissa). Los hippies les invitan a un apartamento donde comparten tanto sus drogas como sus novias con ellos. Luego, se hacen con lo que queda de las drogas, junto con las billeteras de Joe y Compton.
Cuando descubren el robo, Joe golpea violentamente a una de las chicas hasta que esta les dice que sus novios suelen pasar su tiempo en una comuna localizada al norte de la ciudad. Hasta ella marchan Joe y Compton con armas y municiones, "solo para asustarlos". Cuando ven a los hippies que les habían robado y exigen la devolución de sus billeteras, uno de los ladrones tira una de las billeteras vacía e intenta huir. Joe le dispara y, enloquecido, dispara también a los demás. Compton protesta, pero Joe hace caso omiso, atacando a cualquiera que se le cruce por delante, incluyendo a la gente que no estaba involucrada en el robo.
Cuando un nuevo grupo de hippies llega, y viendo que su arma se ha quedado sin municiones, Joe le exige a Compton que acabe con ellos. Compton dispara a todos los hippies, pero una chica del grupo logra huir del lugar. Compton la persigue y le dispara por la espalda. Mientras esta cae abatida, se revela que la chica era Melissa. Compton llora a su hija muerta mientras escucha en su mente, una vez más: "¿Qué vas a hacer, matarme a mí también?"

## Reparto
- Peter Boyle ...  Joe Curran
- Dennis Patrick ... Bill Compton
- Audrey Caire ... Joan Compton
- Susan Sarandon ... Melissa Compton
- K Callan ... May Lou Curran
- Patrick McDermott ... Frank Russo
- Tim Lewis ... Chico en tienda de sodas

## Producción
- El guion de Norman Wexler para Joe recibió una nominación al Oscar al Mejor Guion Original.
- Joe también contó con una banda sonora original, la presentación de artistas como Exuma con la canción You Don't Know What's Going On, la versión de Dean Michaels Hey Joe y otras canciones originales de Jerry Butler y Bobby Scott.

## Arville Garland
Diez semanas antes del estreno de Joe en los Estados Unidos, un asesinato en masa con similitudes al clímax de la película ocurrió en Detroit, Míchigan. Cerca de las 2 a. m. del 8 de mayo de 1970, un trabajador ferroviario llamado Arville Douglas Garland (nacido el 21 de septiembre de 1924, fallecido el 26 de abril de 2004) ingresó a Stonehead Manor, una "residencia de estudiantes hippies" próxima al campus de la Universidad Estatal de Wayne y asesinó a su hija Sandra, de 17 años, a su novio Scott Kabran, de 18 años, y a sus amigos Gregory Walls, de 17, y Anthony Brown, de 16. Sandra Garland, la hija mayor de Arville, había terminado la secundaria a la edad de 16. Era residente de Stonehead Manor y estaba en su tercer semestre en clases de pre-médica.

## Secuelas
Cuando Peter Boyle vio al público aclamando las escenas más violentas de Joe, se negó a aparecer en cualquier otra película o programa donde se glorificase la violencia.  Esto incluyó el papel de Jimmy "Popeye" Doyle en The French Connection (1971).  El papel le otorgaría a Gene Hackman el Oscar al Mejor Actor. Boyle aparecería después en Taxi Driver. La película además inspiró el arquetipo de personajes duros pertenecientes a la clase trabajadora durante el resto de los años 70.
En la década de 1980, hubo rumores de que Peter Boyle podría aparecer en una secuela de Joe. La secuela seguiría a Joe mientras trataba de reconstruir su vida tras pasar 10 años en prisión, como lo había hecho Arville Garland, y que trataría también sobre sus hijos, quienes tendrían creencias liberales. La película nunca llegó a rodarse.

## Parodias
Joe fue  parodiado en MAD Magazine como "Shmoe".